# Stand-up.dk
Stand-up.dk er en tv-programserie med stand-up-comedy af forskellige danske komikere.
Det blev sendt for første gang i 1997, og siden er der lavet 6 sæsoner mere.

## Medvirkende i sæson 1 (1997)
- Jan Gintberg
- Gordon Kennedy
- Thomas Wivel
- Povl Carstensen
- Lars Hjortshøj
- Uffe Holm
- Bob Anders
- Roger Kormind
- Jacob Tingleff
- Carsten Bang
- Mette Lisby
- Lasse Rimmer
- Amin Jensen
- Jakob Pettersson
- Dorte Rømer
- Casper Christensen
- Mette Frobenius
- Mads Vangsø
- Martin Østergaard
- Peter Hansen
- Mads Keiser
- Mick Øgendahl

## Medvirkende i sæson 2 (2002)
- Frank Hvam
- Mikael Wulff
- Uffe Holm
- Jonatan Spang
- Lasse Rimmer
- Mick Øgendahl
- Omar Marzouk
- Jacob Tingleff
- Sebastian Dorset
- Carsten Eskelund
- Geo
- Bob Anders
- Mette Frobenius
- Morten Møller
- Carsten Bang
- Peter Hansen
- Anders Fjeldsted
- Thomas Hartmann
- Rune Klan
- David McSavage
- Povl Carstensen
- Thomas Wivel
- Dan Andersen
- Martin Svensson
- Michael Schøt
- Kaspar Bang
- Michael "MC" Christiansen
- Kim Nørgaard

## Medvirkende i sæson 3 (2003)
- Mick Øgendahl
- Dan Andersen
- Jonatan Spang
- Thomas Hartmann
- Povl Carstensen
- Thomas Wivel
- Jacob Tingleff
- Brian Mørk
- Martin Veltz
- Rune Klan
- Lasse Rimmer
- Mikael Wulff

## Medvirkende i sæson 4 (2005)
- Thomas Hartmann
- Mette Frobenius
- Brian Mørk
- Lasse Rimmer
- Henrik Bruhn Kristensen
- Steen Molzen
- Anders Fjeldsted
- Dan Andersen
- Martin Veltz
- Carsten Bang
- Michael "MC" Christiansen
- Sebastian Dorset
- Thomas Wivel
- Morten Møller
- Jacob Wilson
- Carsten Eskelund
- Tobias Dybvad
- Michael Schøt
- Mads Keiser
- Povl Carstensen
- Kim Nørgaard

## Medvirkende i sæson 5 (2007)
- Carsten Eskelund
- Elias Ehlers
- Geo
- Brian Mørk
- Tobias Dybvad
- Christian Fuhlendorff
- Anders Fjeldsted
- Dan Andersen
- Martin Veltz
- Thomas Hartmann
- Sebastian Dorset
- Linda P
- Thomas Wivel
- Povl Carstensen
- Michael Schøt

## Medvirkende i sæson 6 (2009)
- Brian Mørk
- Michael Schøt
- Thomas Warberg
- Torben Chris
- Elias Ehlers
- Tobias Dybvad
- Geo
- Thomas Hartmann
- Jesper Juhl
- Jacob Wilson
- Sebastian Dorset
- Steen Molzen
- Povl Carstensen
- Simon Talbot
- Mette Frobenius
- Sanne Søndergaard
- Thomas Wivel
- Martin Høgsted
- Steen 'Nalle' Nielsen

## Medvirkende i sæson 7 (2011)
- Brian Mørk
- Christian Fuhlendorff
- Torben Chris
- Heino Hansen
- Mikkel Malmberg
- Morten Sørensen
- Nikolaj Stokholm
- Masoud Vahedi
- Martin Nørgaard
- Mikkel Rask
- Dan Andersen
- Ruben Søltoft
- Morten Wichmann
- Jacob Tingleff
- Morden May
- Anders Stjernholm
- Anders Fjelsted
- Elias Ehlers
- Steen Molzen
- Thomas Wivel
- Rasmus Olsen
- Geo
- Martin Høgsted
- Lasse Rimmer